# Pálffy-kúria (Pölöskefő)
A pálfiszegi Pálffy kúria a Zala vármegyei Pölöskefőn található. Manapság a község faluháza.

## Az épület története
A Zala vármegyei nemesi származású pálfiszegi Pálffy család egykori tulajdona volt. Pölöskefő egyik legérdekesebb épülete a falu közepén található pálfiszegi Pálffy-kúria. Egykor a nagylengyeli születésű pálfiszegi Pálffy Elek (1840 -1895) úr kúriája volt, amely a 19. század elején épült, és a mai formáját 1926-ban kapta. Pálffy Elek szülei pálfiszegi Pálffy György (1790-1853), nagylengyeli birtokos, aki az 1809-ik évi magyar nemesi felkelésben harcolt, és nemes Horváth Julianna úrnő voltak. Pálffy Elek gyermekei már Pölöskefőn születtek koltai Koltay Krisztina úrnőtől. A pölöskefői kúriát, Pálffy Eleknek fia, pálfiszegi Pálffy László (1872-1946), pacsai főszolgabíró úr örökölte. Egyetlenegy testvére volt Pálffy Lászlónak: pálfiszegi Pálffy Magdolna (1871-†?), akinek a férje, dr. Bolla László (†1903), vasvári ügyvéd volt. Pálffy László úr volt az utolsó lakója a kúriának: a kommunizmus elején kitelepítették őt, feleségével, véssei Véssey Ilona (1882-1956) úrnővel, és családjával együtt. Később faluház lett az épületből.
A parkban két több száz éves platánfa áll. Az épület mögött pihenőhely van kialakítva. A szépen felújított épület jelenleg faluházként működik, oldalsó felén kisebb vendéglátó egység is található.